# Bosc de la Calmette
de Bosc de la Calmette er en oprindeligt fransk reformert adelsslægt, som forlod Frankrig på grund af de religiøse forfølgelser. Slægten blev naturaliseret som dansk adelsslægt 1777, men uddøde på sværdsiden 1820.
Charles François de Bosc de la Calmette (1710-1781) var født i Maastricht og blev hollandsk diplomat i først Portugal og siden Danmark, hvorved slægten 1759 kom her til landet. Han var fader til godsejerne, overceremonimester Charles Louis de Bosc de la Calmette (1750-1811) og amtmand, gehejmeråd Pierre Antoine Gérard de Bosc de la Calmette (1752-1803), som begge 1777 fik naturalisation. Sidstnævnte ægtede (Anna) Catharina Elisabeth baronesse Iselin (1759-1805), som var datter af schweizeren, konferensråd, baron Reinhard Iselin og Anna Elisabeth født Fabritius (de Tengnagel) og fik sønnen Charles Reinhold de Bosc de la Calmette (1781-1820), men hvem slægten uddøde. Hans enke, født Mackeprang, levede til 1877.